# Ctenus angularis
Ctenus angularis är en spindelart som beskrevs av Roewer 1938. Ctenus angularis ingår i släktet Ctenus och familjen Ctenidae. Inga underarter finns listade i Catalogue of Life.